# Lagerhuis (Japan)

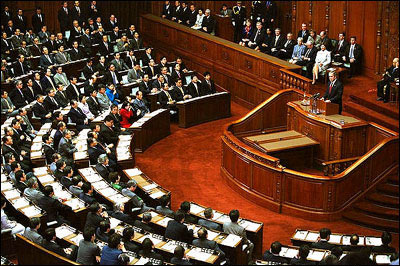
Toenmalig president George Bush spreekt het Lagerhuis toe

Het Japanse Lagerhuis of Shūgiin (Japans: 衆議院, Nederlands: Kamer van volksvertegenwoordigers of Lagerhuis) is een van beide Kamers van de Japanse volksvertegenwoordiging of Kokkai 国会 (lett. 'Rijksdag').

## Activiteiten
Overeenkomstig de bepalingen van de Japanse grondwet primeert de Kamer van de Volksvertegenwoordigers op het Hogerhuis wat betreft wetgeving, begroting, de keuze van de eerste minister en de ratificatie van verdragen.
Een wetsontwerp dat door het Lagerhuis wordt aangenomen, maar in het Hogerhuis wordt afgewezen wordt alsnog aangenomen als het Lagerhuis in een daaropvolgende stemming met twee derde meerderheid voor stemt.

## Samenstelling
De Shūgiin bestaat uit 465 volksvertegenwoordigers. Hiervan worden 289 leden gekozen via enkelvoudige kieskringen, die telkens één gekozene afvaardigen. De overige 176 leden worden gekozen via proportionele vertegenwoordiging. Tenzij het Lagerhuis vervroegd ontbonden wordt, nemen de volksvertegenwoordigers voor een periode van vier jaar zitting. De laatste jaren bedraagt de gemiddelde zittingstermijn ongeveer drie jaar.
Iedere Japanner die 25 jaar of ouder is kan zich verkiesbaar stellen voor een zetel in Kamer.

### Huidige zetelverdeling
Op 27 april 2021 waren 464 zetels bezet en er was een vacature. In de Kamer zitten 418 mannen en 46 vrouwen. Veruit de grootste fractie is van de Liberaal-Democratische Partij (LDP), met 278 zetels; 60% van het totaal. Sinds de oprichting in 1955 is de LDP traditioneel de partij met de meeste zetels in de Kamer. De op een na grootste fractie is de Constitutioneel-Democratische Partij met 114 zetels.
Na de verkiezingen in december 2014 werd de LDP met 290 zetels weer de grootste partij. De centrumlinkse Democratische Partij werd nummer twee met 72 zetels. In 2009 won de Democratische Partij voor het eerst van de langregerende partij van Liberaal-Democraten, maar deze leidende positie is in latere verkiezingen weer verloren gegaan. Van de 475 leden waren er 45 vrouw.